# 阿德利娜鎮

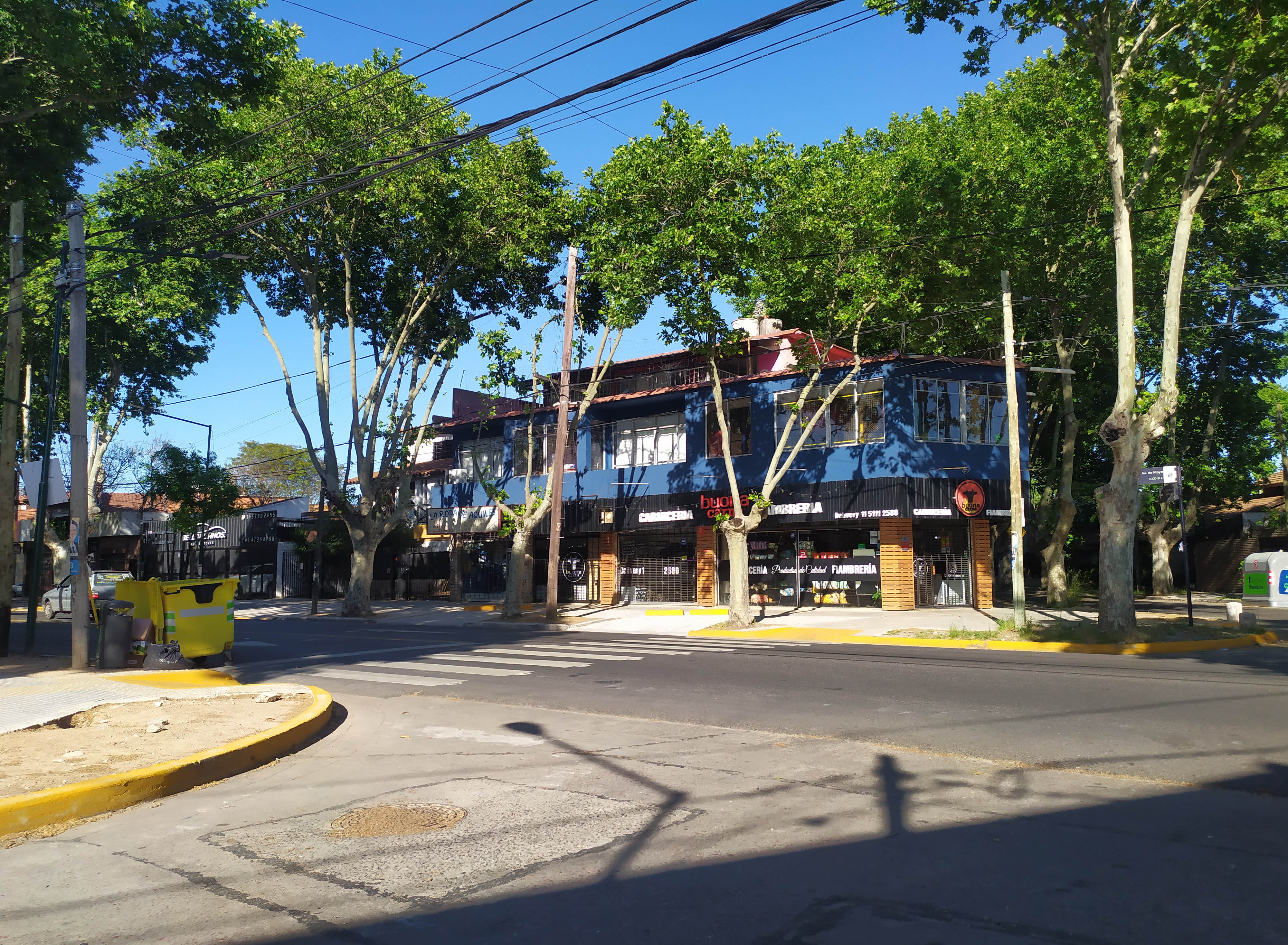
阿德利娜鎮

阿德利娜鎮是阿根廷的城鎮，位於該國東北部，由布宜諾斯艾利斯省負責管轄，距離首都布宜諾斯艾利斯23公里，面積6.7平方公里，海拔高度26米，2001年人口35,307，人口密度每平方公里5,270人。

## 外部連結
- （西班牙文） La Página de Villa Adelina - Ciudad Villa Adelina （页面存档备份，存于）